# 1111 Reinmuthia
1111 Reinmuthia è un asteroide della fascia principale. Scoperto nel 1927, presenta un'orbita caratterizzata da un semiasse maggiore pari a 2,9941658 UA e da un'eccentricità di 0,0953673, inclinata di 3,88466° rispetto all'eclittica.
Il suo nome è in onore dello scopritore, Karl Wilhelm Reinmuth.